# Bandeira de Minas Gerais
A bandeira do estado de Minas Gerais é um dos símbolos oficiais do  estado brasileiro de Minas Gerais.

## História
Era um projeto para uma bandeira nacional, de autoria dos inconfidentes mineiros e instituída como bandeira oficial do estado de Minas Gerais pela lei estadual nº 2793 de 8 de janeiro de 1963.
Tal como descrita no artigo 2 daquela lei, a bandeira é formada por um retângulo com vinte módulos de comprimento por 14 módulos de altura (tal como a bandeira do Brasil), contendo, ao centro, um triângulo equilátero em vermelho com oito módulos de cada lado; possui no lado superior esquerdo a palavra "LIBERTAS", no lado superior direito as palavras "QUÆ SERA" e na base a palavra "TAMEN".

## Descrição vexilológica e lema
Há controvérsias a respeito da cor original do triângulo, pois alguns historiadores julgam ser verde originalmente. O vermelho, contudo, acabou sendo adotado como símbolo-mor das revoluções. O triângulo equilátero simboliza a Santíssima Trindade.
O lema LIBERTAS QUÆ SERA TAMEN. (muitas vezes traduzido como "Liberdade ainda que tardia") teria sido cunhado pelo inconfidente Alvarenga Peixoto a partir de um verso das Bucólicas (1.27) do poeta latino Virgílio, em que se lê Libertas quae sera tamen respexit inertem, que pode ser traduzido por "Liberdade, a qual, embora tarde, (me) viu inerte". Há quem sustente, contudo, que a tradução correta do dístico seria "Liberdade ainda que tardia, todavia...", o que não faz sentido. Para esses, a frase correta a ser usada na bandeira para ter o sentido desejado deveria ser Libertas quae sera.

## Galeria

Desenho descritivo da lei estadual nº 2793 de 1963
Bandeira da Inconfidência Mineira (1789)
Variação da Bandeira da Inconfidência Mineira
Bandeira da Província de Minas Gerais, durante o Império do Brasil
Bandeira-insígnia do governador de Minas Gerais, utilizado em unidades militares.
Pavilhão-insígnia representativo do Governo do Estado de Minas Gerais[5].